# 大花三色堇
大花三色堇（[Viola ×wittrockiana] 错误：{{Langx}}：文本有斜体标记（帮助））是堇菜科堇菜屬的一个園藝栽培种，由三色堇与阿尔泰堇菜、黄堇菜杂交而得。大花三色堇誕生於1800年代的北歐，1820年代之後快速得到普及，成為主要園藝花卉之一。大花三色堇較為耐寒，主要在冬春開花。大花三色堇也是思想自由的象徵之一。
大花三色堇染色体数是2n = 44–52，通常为2n = 48。

## 图集

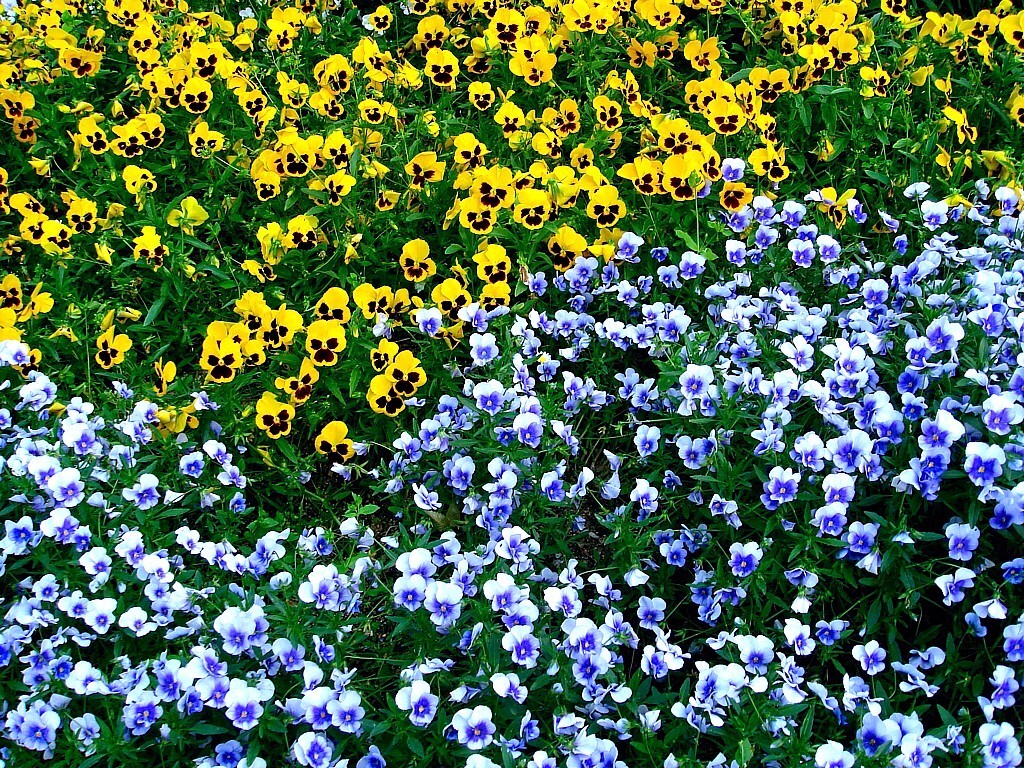
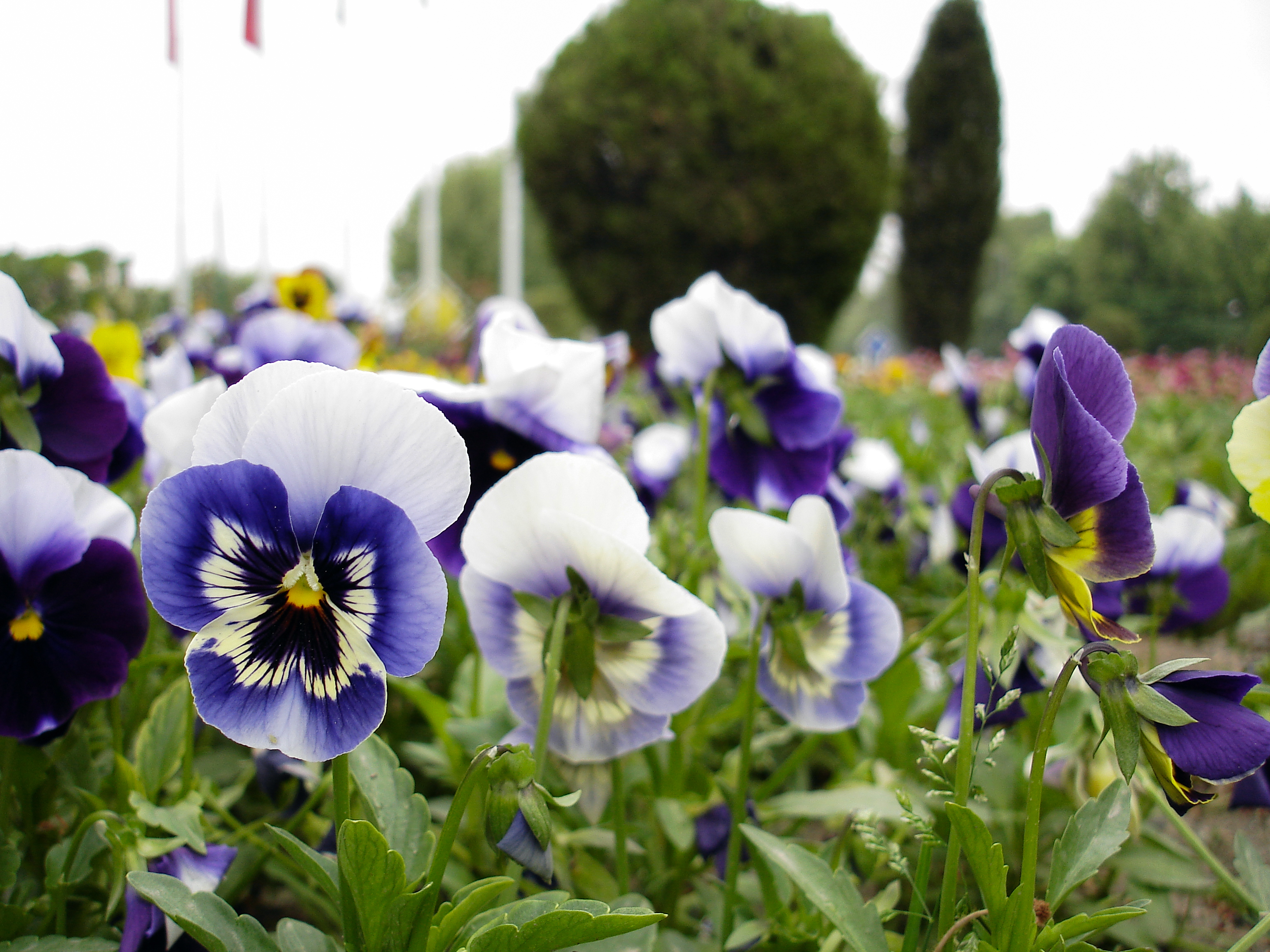
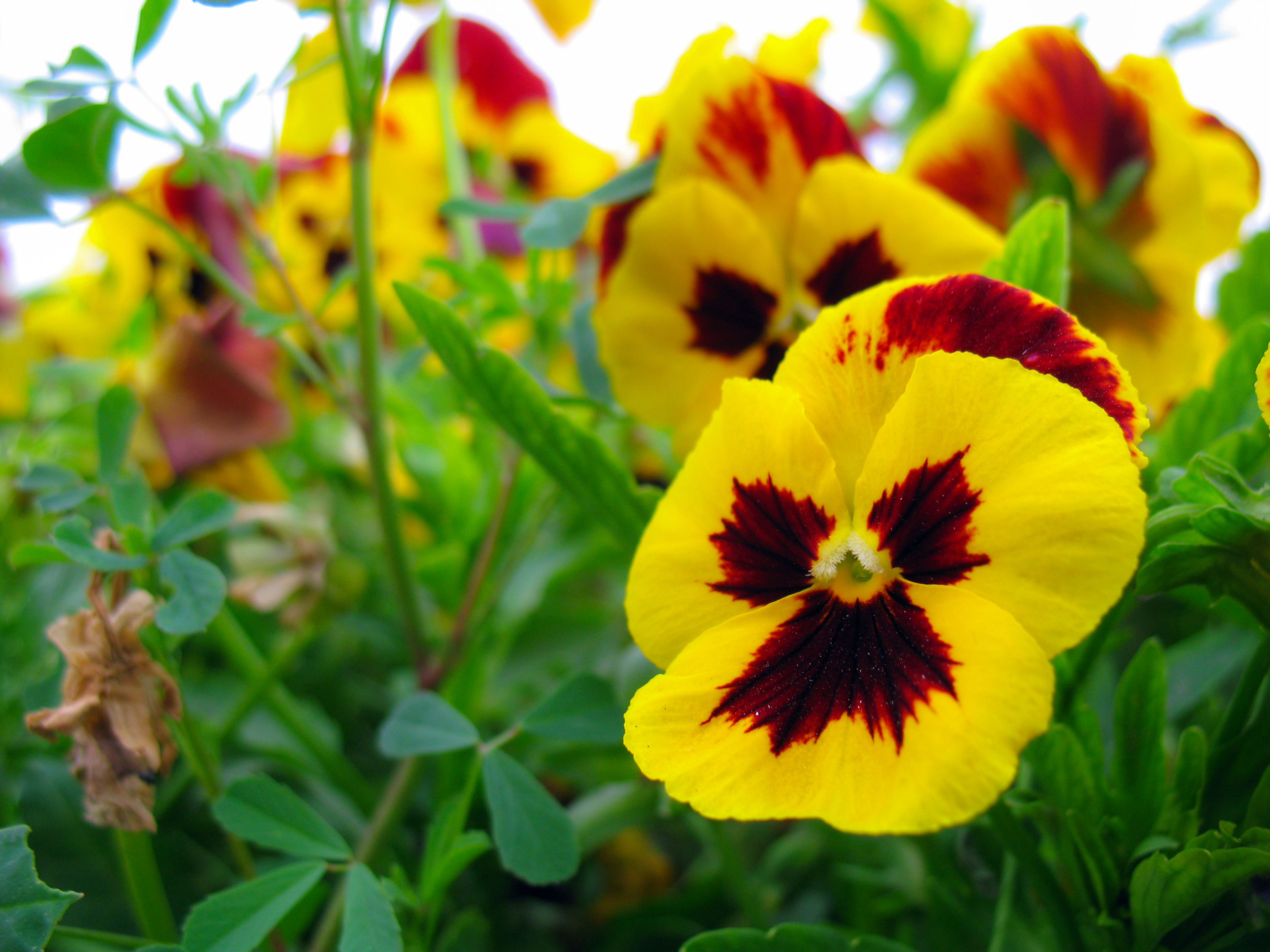
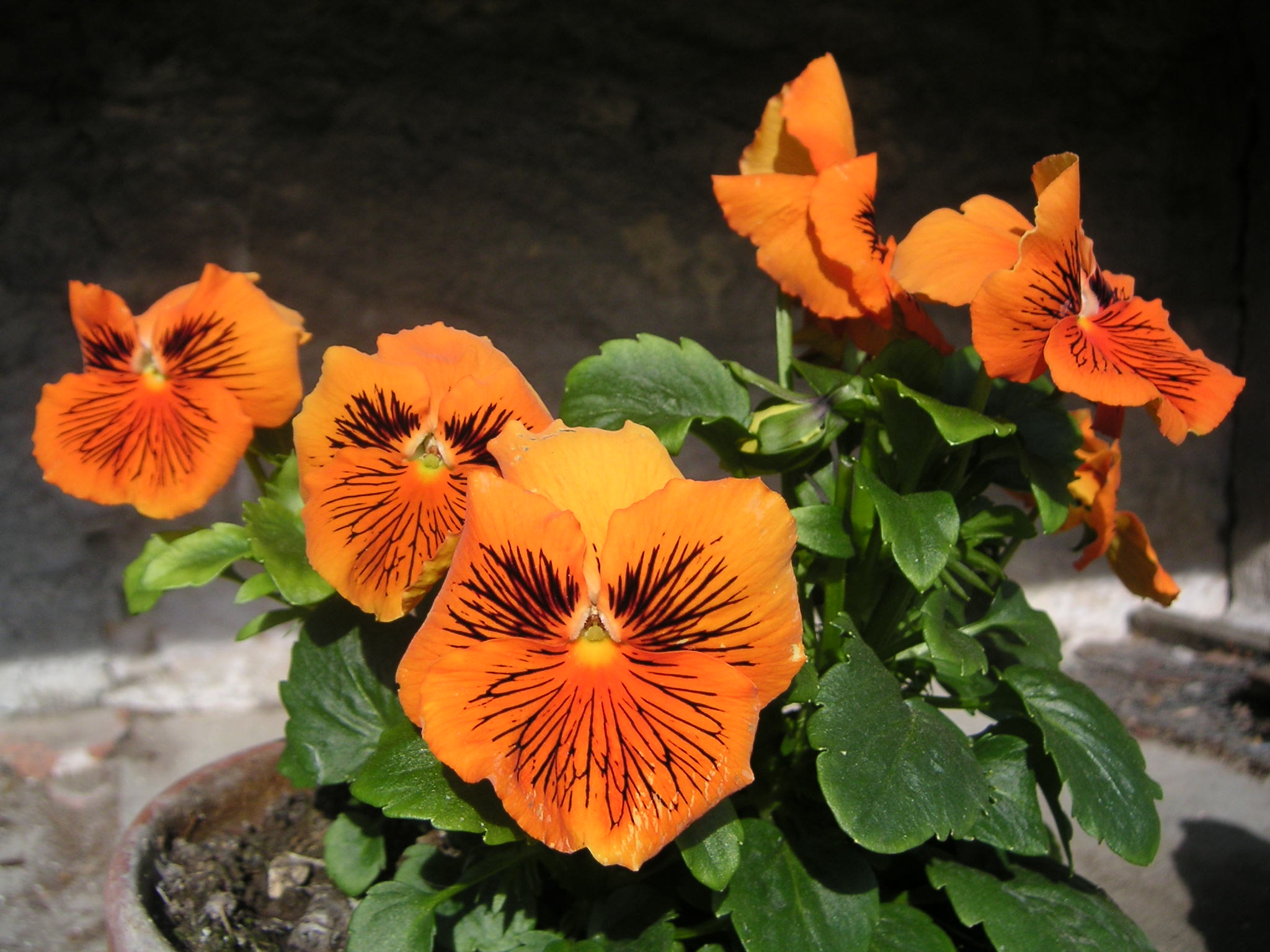
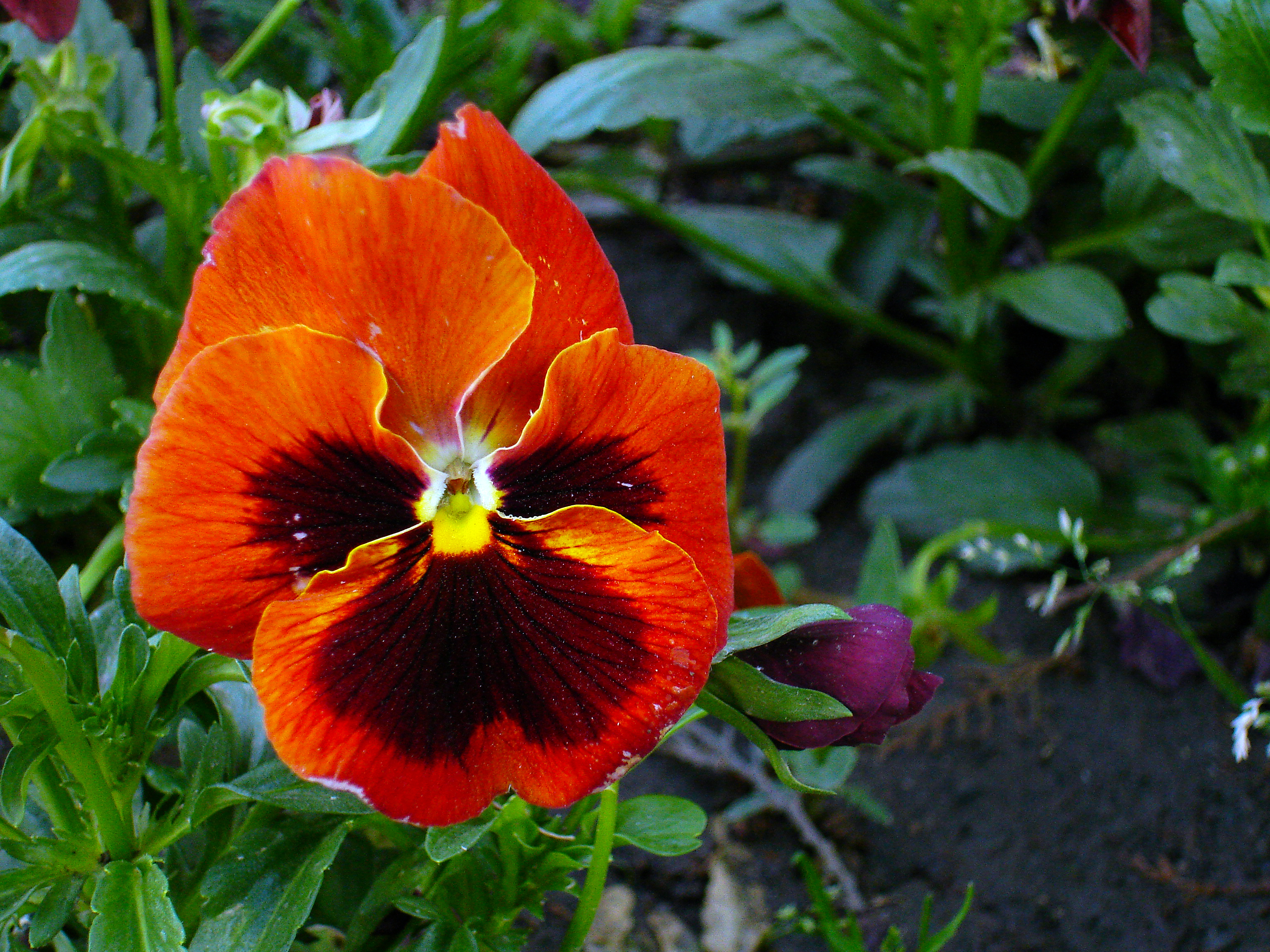
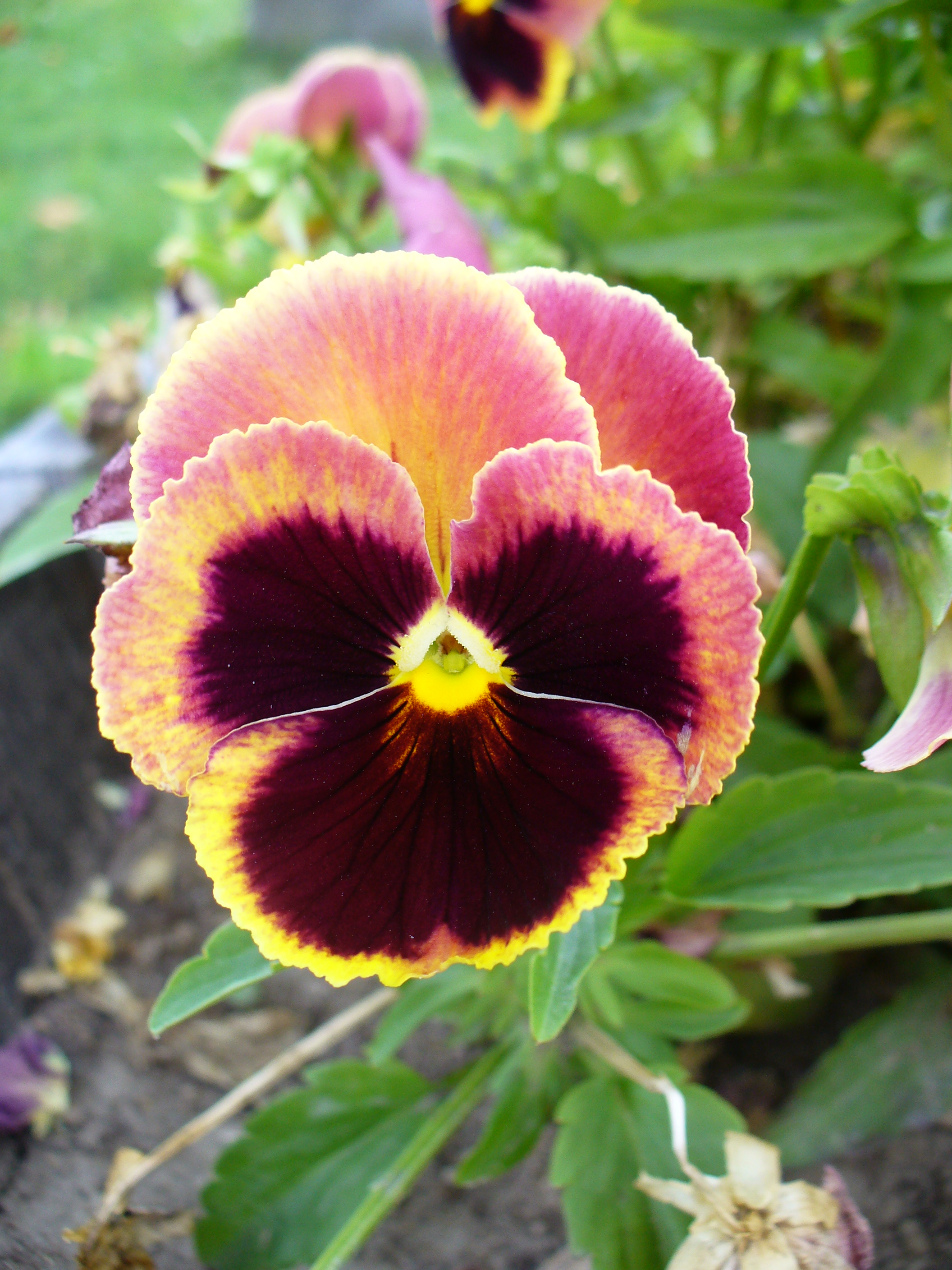
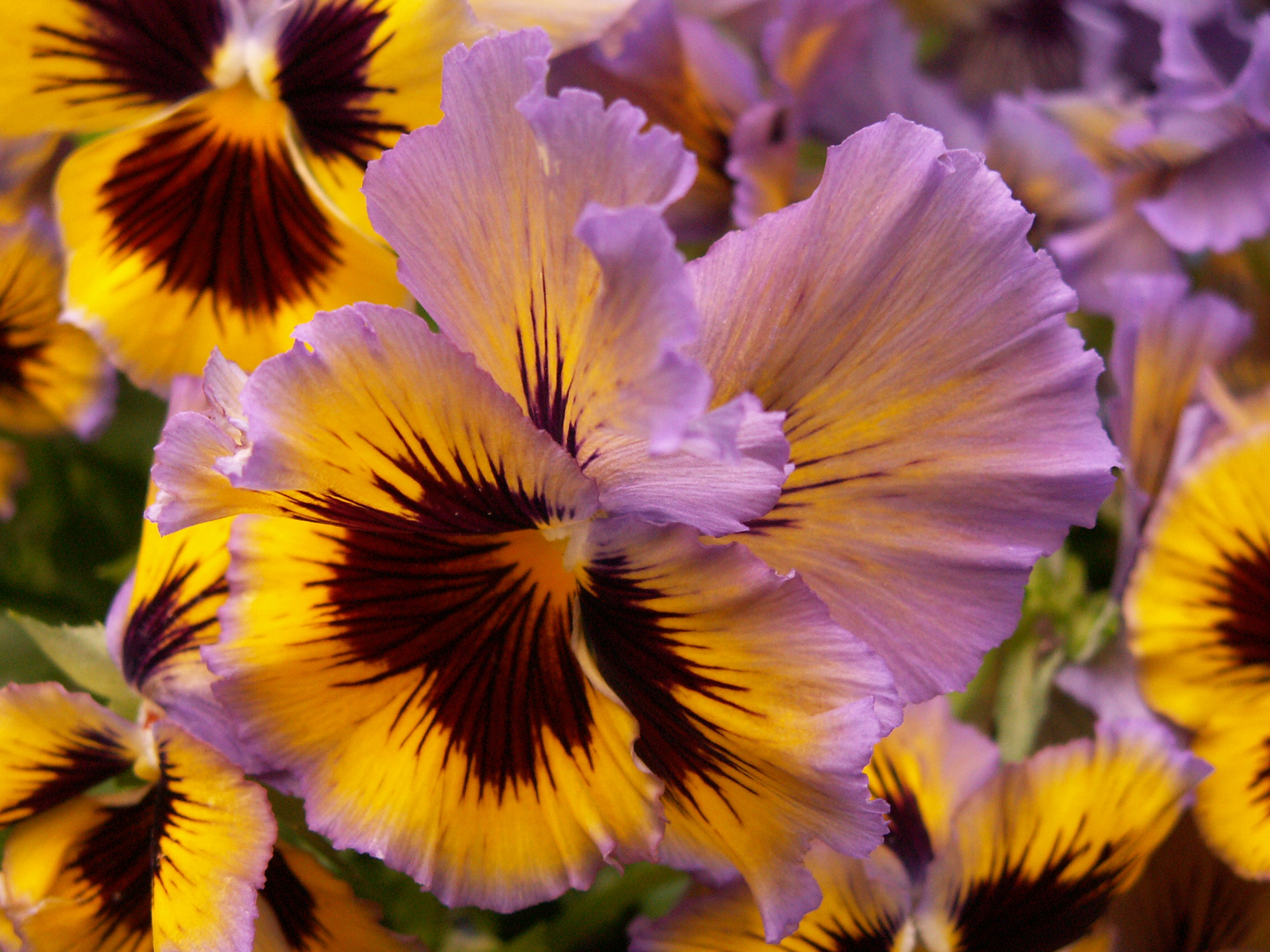
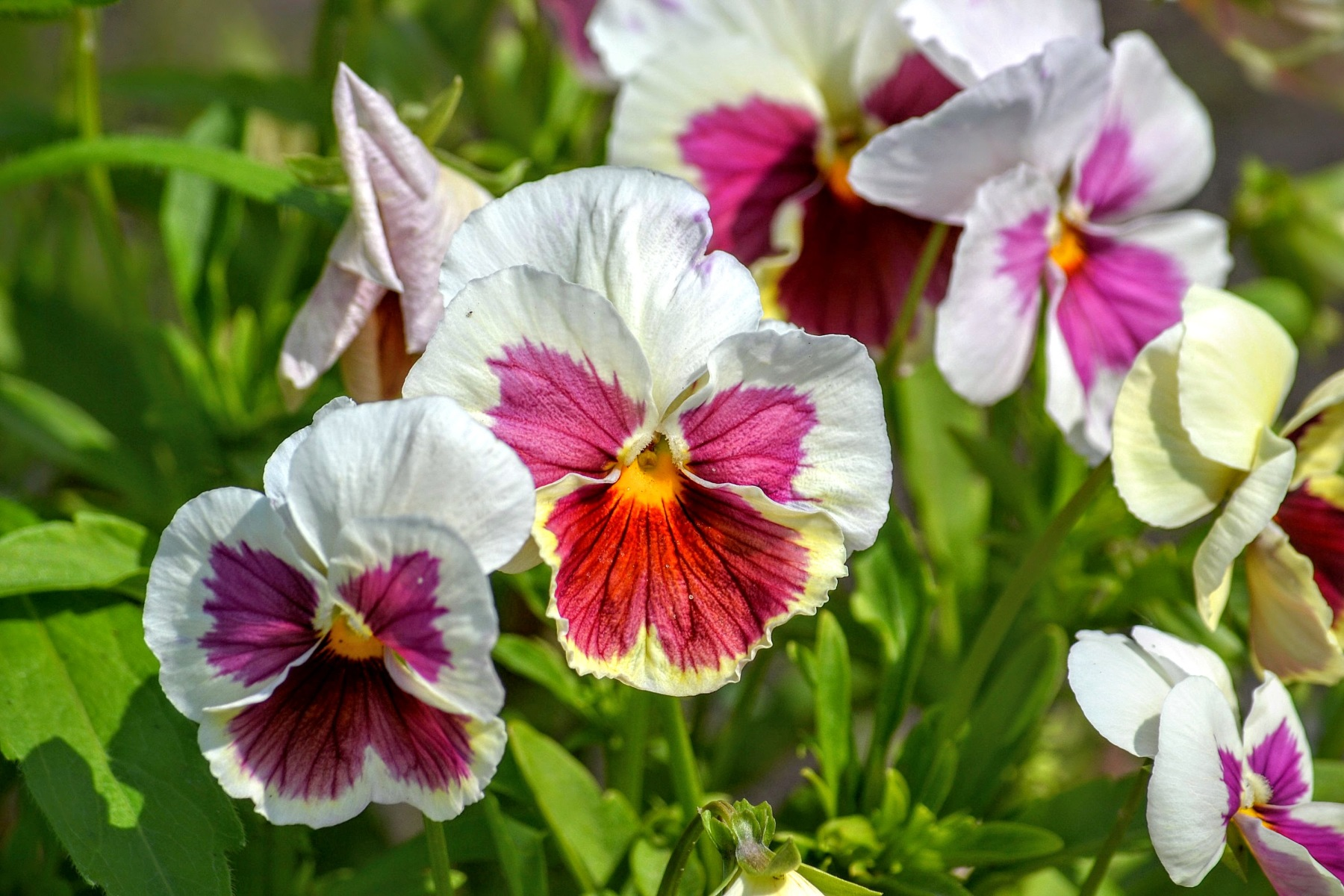
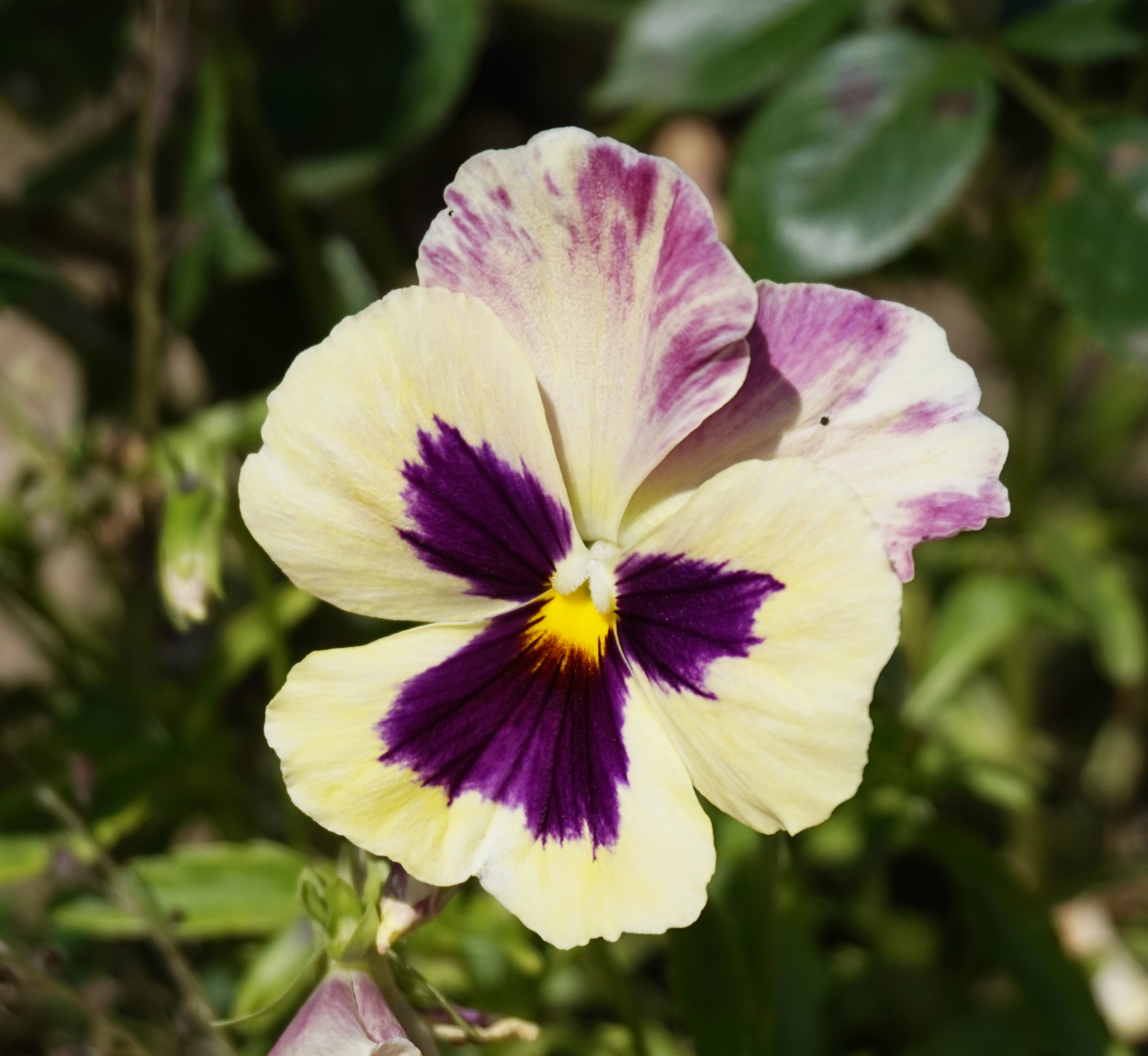
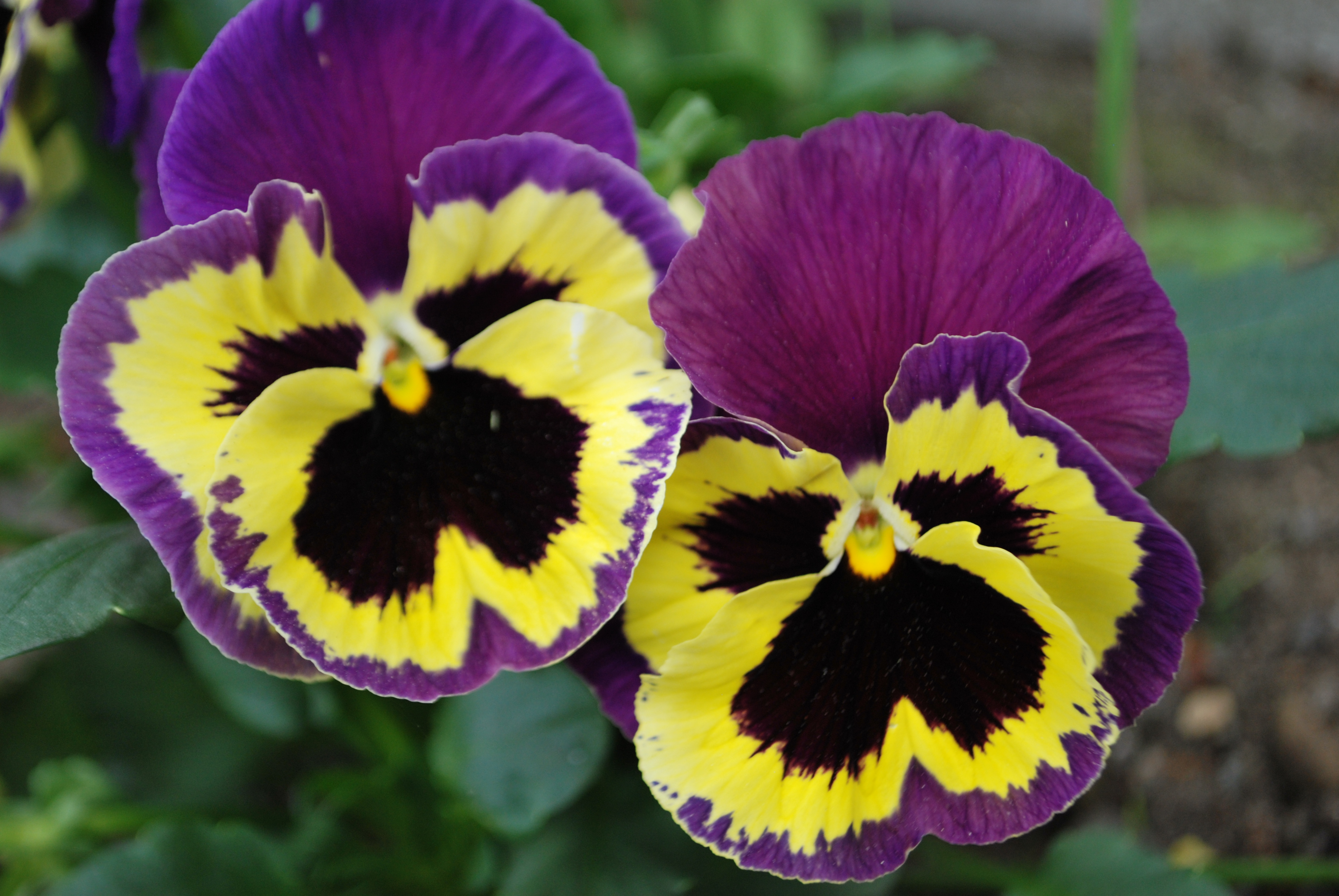
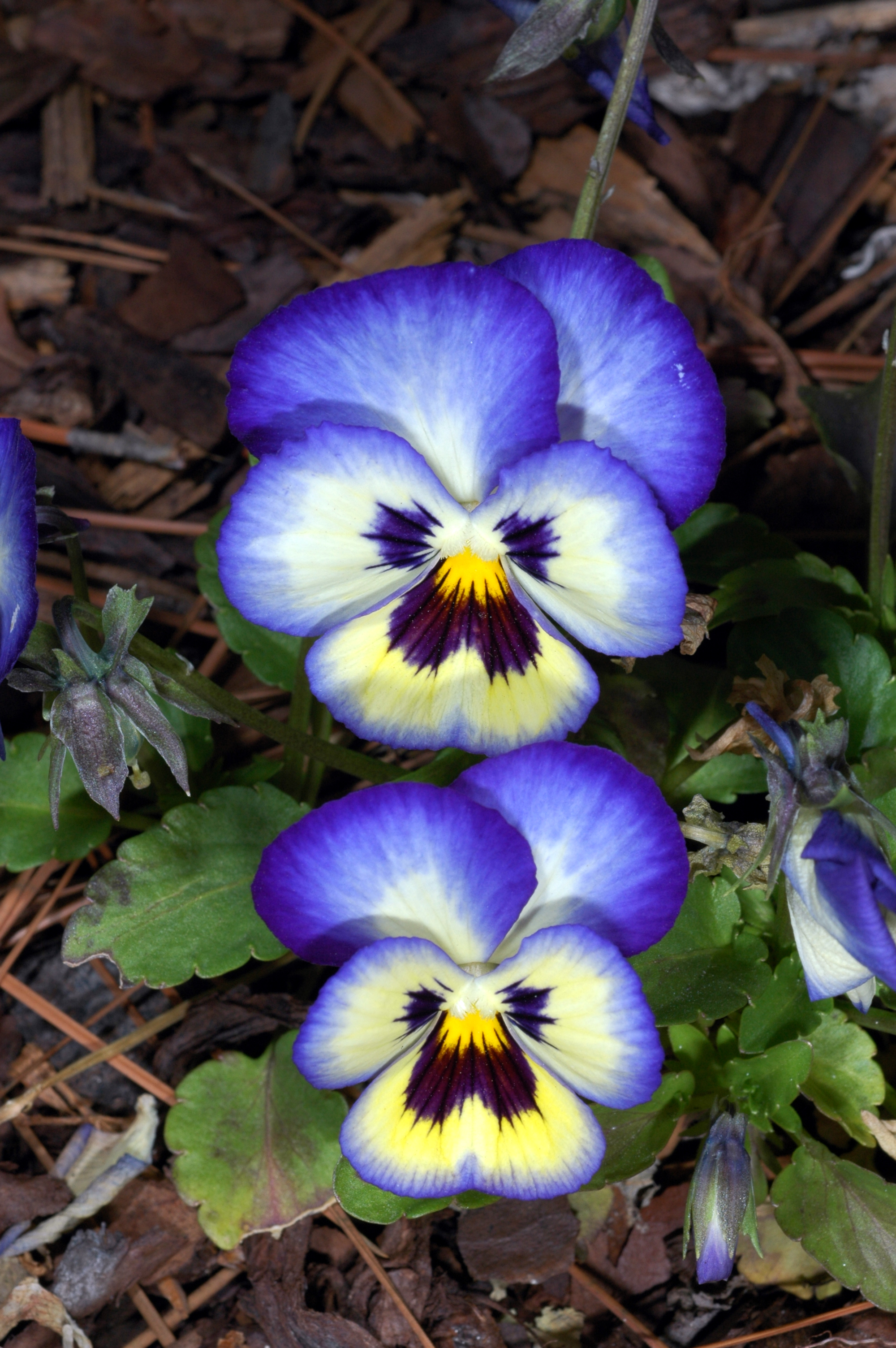